# Metharbital
Metharbital được cấp bằng sáng chế vào năm 1905 bởi Emil Fischer làm việc cho Merck. Nó được tiếp thị dưới tên Gemonil bởi Abbott Laboratory. Nó là một thuốc chống co giật barbiturat, được sử dụng trong điều trị động kinh. Thuốc có tính chất tương tự như phenobarbital.

## Lịch sử
- 1952 Gemonil được giới thiệu bởi Phòng thí nghiệm Abbott.
- 1990 Abbott ngừng tiếp thị.

## Tổng hợp
Metharbital có thể được tổng hợp từ 2,2-diethylmalonic acid và O-methylisourea.